# آریماسپی‌ها

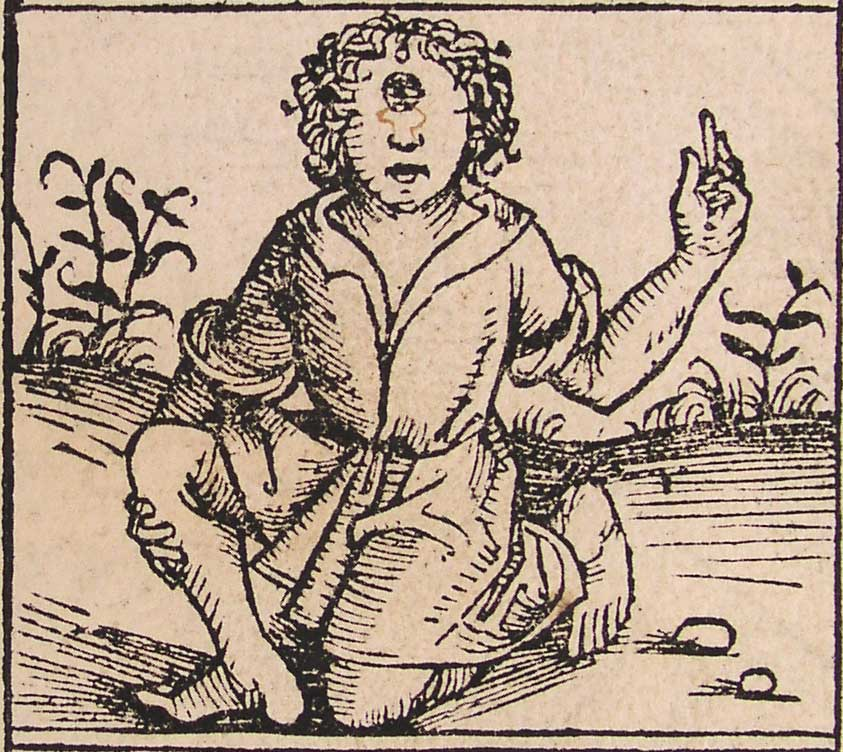
تصویر از «تواریخ نورنبرگ» (۱۴۹۳)

آریماسپی‌ها (یونانی باستان: Ἀριμασπός) یا آریم‌اسپ‌ها (همچنین آریماسپیان، آریماسپوس و آریماسپوی؛ Ἀριμασπός , Ἀριμασπο) قبیله‌ای افسانه‌ای از مردمان یک‌چشم شمال سکاستان بودند که در کوهپایه‌های کوه‌های ریفی، که به‌طور مختلف با کوه‌های اورال یا کوه‌های کارپات شناسایی می‌شوند، زندگی می‌کردند. تمام داستان‌های مبارزات آنها با شیردال‌های نگهبان طلا در سرزمین‌های هیپربوریایی، نزدیک غار بوریاس، باد شمال (Geskleithron)، از یک اثر گمشده آریستاس سرچشمه می‌گیرد، که در هرودوت گزارش شده است.

## آریماسپی افسانه‌ای

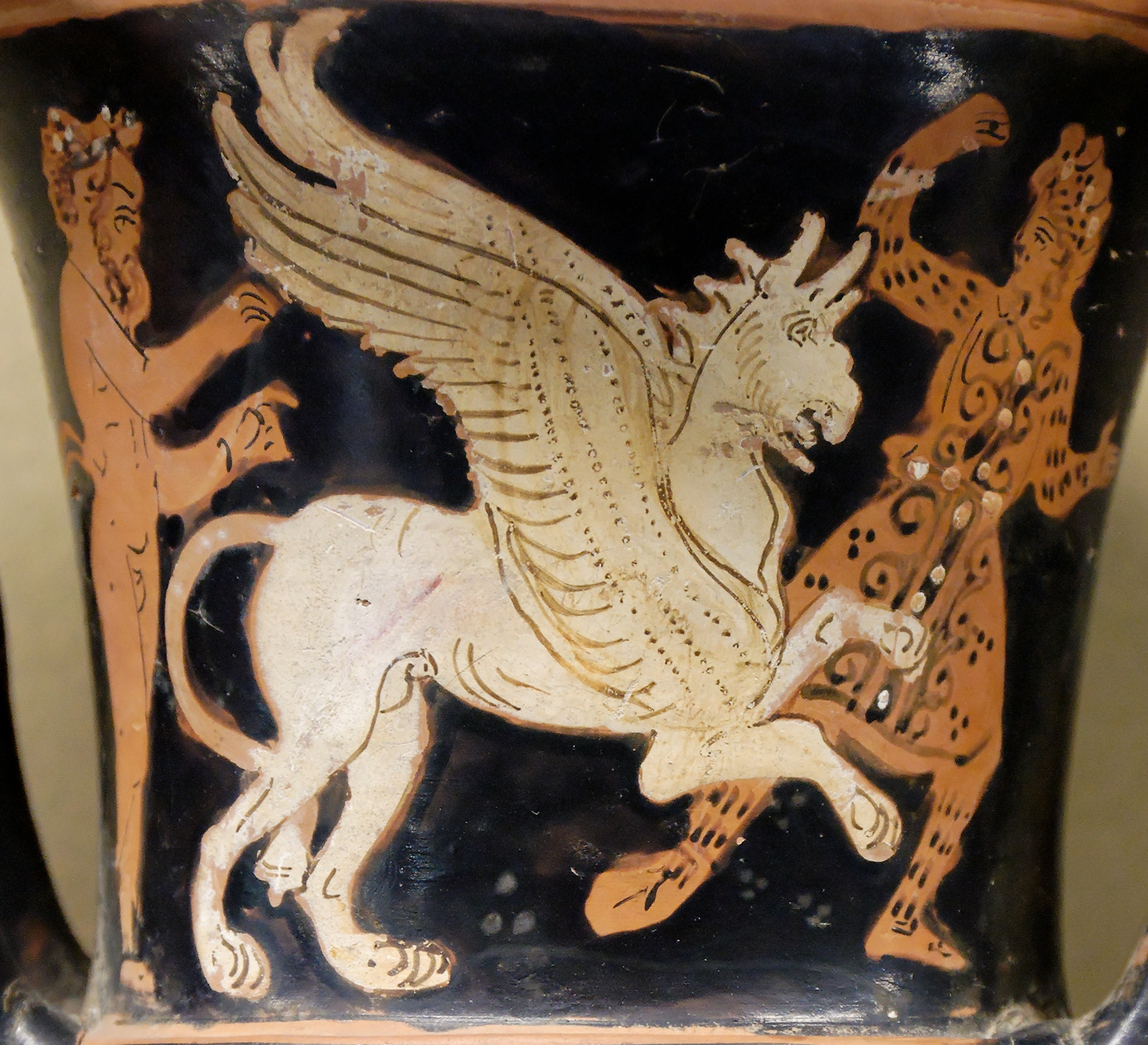
نبرد بین شیردال‌ها و جنگجویان با لباس و شلوار سکایی موضوعی برای نقاشان گلدان یونانی بود. فرزندان معنوی آریماسپی‌های یک‌چشم آسیای میانه را می‌توان در حاشیه‌های تزئینی نقشه‌های قرون وسطایی و در تصاویر هیولایی هیرونیموس بوش یافت.

آریستاس از پروکنسوس در شعر باستانی گمشده خود «آریماسپی» آریماسپی‌ها را توصیف کرد. پروکنسوس جزیره‌ای کوچک در دریای مرمره، نزدیک دهانه دریای سیاه است که برای شنیدن داستان‌های مسافران از مناطق دور در شمال دریای سیاه، موقعیت خوبی دارد. آریستاس در طول شعر خود روایت می‌کند که در «خشم باکیک» فرورفته بود، زمانی که به سمت شمال سفر کرد و آریماسپی‌ها را دید، همان‌طور که هرودوت گزارش کرده است:
> این آریستاس که تسخیر شده توسط آپولون بود، از ایسیدون‌ها بازدید کرد. فراتر از این‌ها (به گفته او) آریماسپی‌های یک چشم زندگی می‌کنند، فراتر از آنها شیردال‌هایی هستند که از طلا محافظت می‌کنند، و فراتر از این‌ها هیپربوری‌ها، که قلمروشان تا دریا می‌رسد. به جز هیپربوری‌ها، همه این ملت‌ها (و اول از همه آریماسپی‌ها) همیشه با همسایگان خود در حال جنگ هستند.
آریماسپی‌ها و شیردال‌ها در اساطیر کهن با سرزمین‌های شمالی پیوند خورده‌اند. آیسخولوس در نمایشنامه «پرومته در زنجیر» (حدود ۴۱۵ پیش از میلاد) به سرگردانی‌های یو اشاره می‌کند و می‌گوید که او نباید از شمال، از میان آریماسپی‌ها و شیردال‌ها عبور کند، بلکه باید راه جنوب را در پیش بگیرد. هرودوت، «پدر تاریخ»، اذعان می‌کند که ناشناخته‌های لبه‌های جهان شناخته‌شده جذابیت خارق‌العاده‌ای دارند: «اما سرزمین‌های خارجی، همان‌طور که همه بقیه جهان را در بر می‌گیرند و کاملاً احاطه می‌کنند، احتمالاً چیزهایی را دارند که ما آنها را بهترین و نادرترین می‌دانیم.» (تاریخ iii.116.1) استرابون و پلینیوس در کتاب «تاریخ طبیعی»، با نادیده گرفتن شک و تردید هرودوت، داستان‌هایی را دربارهٔ مردم شمالی که یک چشم در مرکز پیشانی خود داشتند و به دزدیدن طلا از شیردال‌ها می‌پرداختند، جاودانه کردند و باعث اختلاف نظر بین این دو گروه شدند.

## آریماسپی‌های تاریخی
مورخان معاصر دربارهٔ هویت‌های تاریخی احتمالی که می‌توان از روایت مختصر «آریماسپی» استخراج کرد، گمانه‌زنی می‌کنند. هرودوت جزئیاتی را از آریماسپی به یاد می‌آورد که ممکن است ریشه در واقعیت داشته باشد: «ایسیدون‌ها توسط آریماسپی‌ها از سرزمین‌های خود رانده شدند و سکاها توسط ایسیدون‌ها» (iv.13.1). بخش «sp» در این نام نشان می‌دهد که این نام از طریق منابع ایرانی به یونانی منتقل شده است. در واقع در زبان ایرانی اولیه، آریماسپی ترکیبی از «آریاما» (عشق) و «آسپا» (اسب) است. به نظر می‌رسد هرودوت یا منبع او کلمه سکایی را ترکیبی از ریشه‌های «arima» («یک») و «spou» («چشم») می‌دانستند و برای توضیح آن، تصویری اسطوره‌ای خلق کردند. شباهت نام و مکان می‌تواند آنها را با اجداد مردم محلی اورال، یعنی مردم ماری، یکی بداند.
پیشنهاد شده است که شیردال‌ها از استخوان‌های فسیل شده نیاشاخ‌چهره استنباط شده‌اند.
به نظر می‌رسد گزارش مختصر هرودوت مبنای بسیار ضعیفی برای بیان صریح دربارهٔ پیشینه تاریخی پیدایش این افسانه باشد. با وجود این ملاحظات، تادئوش سولیمیرسکی (۱۹۷۰) ادعا می‌کند که آریماسپی‌ها یک قبیله سرمتی بودند که در دره بالایی رود ایرتیش سرچشمه می‌گرفتند، در حالی که دمیتری ماچینسکی (۱۹۹۷) آنها را با گروهی از مجسمه‌های سه چشم (چاکرای چشم سوم) از دشت مینوسینسک مرتبط می‌داند که به‌طور سنتی به فرهنگ‌های آفاناسیو و اوکونف در جنوب سیبری نسبت داده می‌شود.

## پیشینه اساطیری
همان‌طور که زبان‌شناسان خاطرنشان کرده‌اند، مبارزه بین آریماسپی‌ها و شیردال‌ها شباهت‌های قابل توجهی با روایت هومر از جنگ پیگمه‌ها با درناها دارد. میخائیل روستوفتسف، اثری از این موضوع را در طاق پیگمه‌ها در نزدیکی کرچ، قلمرویی که قبلاً جمعیت قابل توجهی از سکاها داشت، یافت. بازنمایی‌های مشابه در مکان‌های دوری مانند ولسکی در اتوریا و پنجمین کورگان در پازیریک کشف شده است. یک روایت ادبی هلنیستی از نبرد با «پرندگان آرس» نگهبان عجیب و غریب در آرگونوتیکا ۱ وجود دارد.
چرمیسین و زاپوروژچنکو (۱۹۹۹)، با پیروی از روش‌شناسی ژرژ دومزیل، سعی می‌کنند به موازات اساطیر ژرمنی (اودین و شعر، عقاب دزد سیب‌های زرین جوانی ابدی) اشاره کنند. آنها این فرضیه را مطرح می‌کنند که همه این داستان‌ها، ژرمنی، سکایی و یونانی، منعکس کننده یک باور نیا-هندواروپایی در مورد هیولاهایی هستند که از ورودی جهان دیگر محافظت می‌کنند و با پرندگانی که روح مردگان تازه را به جهان دیگر می‌برند، درگیر می‌شوند و با هدایای گرانبهایی که نماد زندگی جدید هستند، بازمی‌گردند.